# Лагевники-Нові
Лагевники-Нові (пол. Łagiewniki Nowe) — село в Польщі, у гміні Згеж Згерського повіту Лодзинського воєводства.
Населення — 770 осіб (2011).

## Демографія
Демографічна структура станом на 31 березня 2011 року:
|          | Загалом | Допрацездатний вік | Працездатний вік | Постпрацездатний вік |
| -------- | ------- | ------------------ | ---------------- | -------------------- |
| Чоловіки | 373     | 80                 | 245              | 48                   |
| Жінки    | 397     | 62                 | 239              | 96                   |
| Разом    | 770     | 142                | 484              | 144                  |